# Fertály Katalin
Fertály Katalin (Kaposvár, 1982. január 18. –) magyar opera-énekesnő (szoprán), a Pécsi Nemzeti Színház tagja.

## Élete
Középiskolai tanulmányait a kaposvári Munkácsy Mihály Gimnázium és Szakközápiskolában végezte, majd felvételt nyert a bécsi Gustav Mahler Konzervatóriumban, ahol operaénekesként végzett. Jelenleg a Pécsi Nemzeti Színház tagja, emellett aktív állatvédő és kutyamenő, a Gyermekek az Állatokert Alapítvány munkatársa.

## Szerepei
- Bertolt Brecht: A szecsuáni jólélek – Sógornő
- Csernák Samu–Galuska László Pál: A sivatag hercege – [Kórus]
- Eisemann Mihály: Fekete Péter – Bouchon
- Peter Handke: Az óra, amikor semmit nem tudtunk egymásról –
- Kálmán Imre: A montmarte-i ibolya – Margot
- Lehár Ferenc: Luxemburg grófja –
- Jules Massenet: Manon – Rosette
- Gioachino Rossini: Hamupipőke – Tisbe
- Frank Wildhorn: A Vörös Pimpernel – Adel